# Walerij Kobsarenko

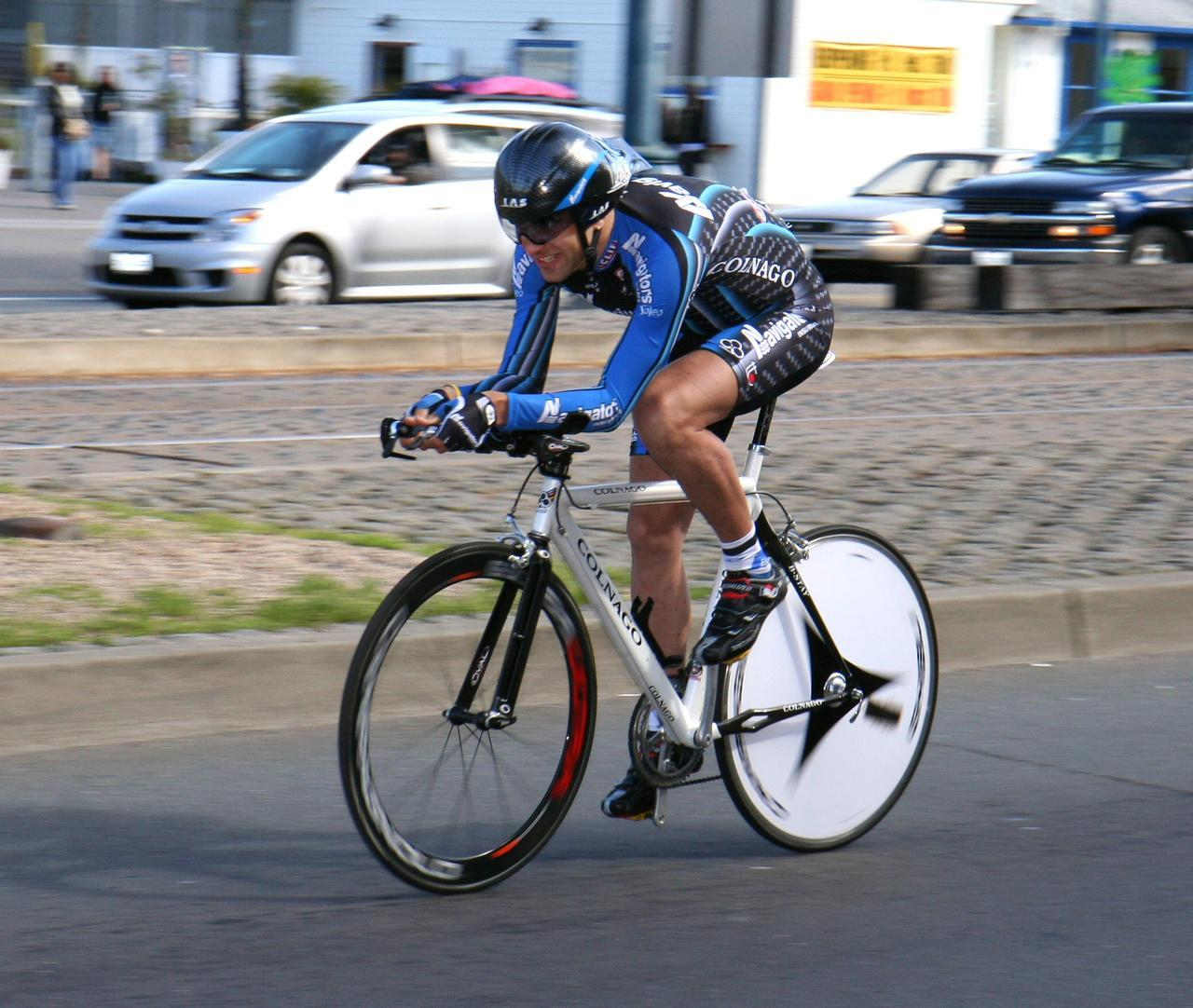
Walerij Kobsarenko bei der Tour of California 2007

Walerij Kobsarenko (ukrainisch Валерій Кобзаренко; * 5. Februar 1977 in Kiew) ist ein ukrainischer Radrennfahrer.
Walerij Kobsarenko wurde schon 1997 ukrainischer Straßenmeister. Er wurde jedoch erst 2004 Profi bei dem italienischen Radsportteam Acqua e Sapone. In seinen beiden Jahren dort war seine beste Platzierung ein zweiter Etappenplatz bei der Hessen-Rundfahrt 2005. Seit 2006 fährt Kobsarenko für das US-amerikanische Professional Continental Team Navigators Insurance. Er gewann die erste Etappe beim Grand Prix Cycliste de Beauce und konnte so auch die Gesamtwertung für sich entscheiden.

## Erfolge
1997
- Ukrainischer Meister – Straßenrennen

2006
- Gesamtwertung und eine Etappe Grand Prix Cycliste de Beauce

2013
- Mannschaftszeitfahren Romanian Cycling Tour

## Teams
- 2004 Acqua & Sapone-Caffè Mokambo
- 2005 Acqua & Sapone-Adria Mobil
- 2006 Navigators Insurance
- 2007 Navigators Insurance
- 2008 Team Type 1
- 2009 Team Type 1
- 2010 Team Type 1
- 2011 Team Type 1-Sanofi
- 2012 Uzbekistan Suren Team
- 2013 Kolss Cycling Team